# Lissjön (Folkärna socken, Dalarna)
Lissjön är en sjö i Avesta kommun i Dalarna och ingår i Dalälvens huvudavrinningsområde.